# Nauki społeczne
Nauki społeczne – nauki badające społeczeństwa – ich strukturę, dzieje, kulturę, prawa i prawidłowości jego rozwoju. Obok nauk przyrodniczych i nauk humanistycznych zaliczają się do nauk empirycznych.

## Przykłady
- antropologia
- cybernetyka społeczna lub socjocybernetyka
- ekonomia
- etnografia
- geografia
- historia
- nauki o bezpieczeństwie
- nauki o rodzinie
- nauki prawne
- pedagogika
- politologia
- polityka społeczna
- praca socjalna
- prawo
- psychologia
- religioznawstwo
- socjologia
- stosunki międzynarodowe
- studia nad rozwojem

Nie wszystkie wymienione nauki zawsze są uważane za społeczne. Np.:
- historia może być uważana za humanistyczną ze względu na miejscowy charakter kulturowy.
- niektóre dyscypliny mają charakter poznania podobny do nauk przyrodniczych np. antropologia czy archeologia.
- pewne społeczne dyscypliny są interdyscyplinarne np. socjologia, która obejmuje socjobiologię odwołującą się do pewnych praw biologii (m.in. dobór krewniaczy) czy nauki ekonomiczne, odwołujące się m.in. do modelowania matematycznego (ekonomia matematyczna, ekonometria).
- geografia obejmuje zarówno geografię fizyczną, zaliczaną do nauk przyrodniczych, jak i geografię społeczno-ekonomiczną, zaliczaną do nauk społecznych.